# توتاييف
توتاييف (بالروسية: Тутаев) هي إحدى مدن روسيا في الكيان الفدرالي الروسي ياروسلافل أوبلاست.